# Fez (coiffure)
Pour les articles homonymes, voir Fez.
Ne doit pas être confondu avec Chéchia.

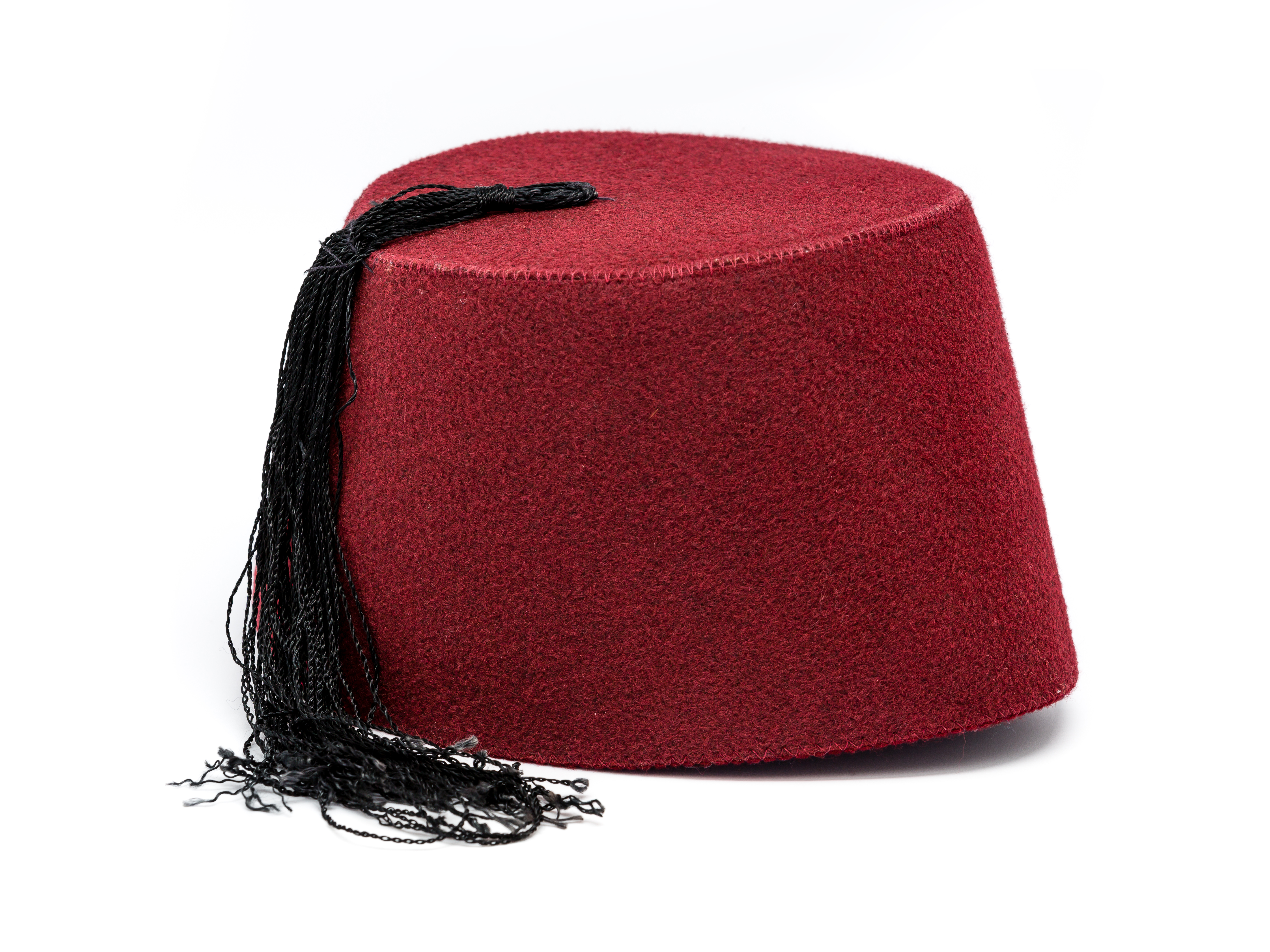
Un fez.

Le fez (en berbère : ⴼⴰⵙ, fas ; en arabe : فَاس, fās ; en turc : fes, en grec : φέσι, fési) ou tarbouche (en arabe : طَرْبُوش, ṭarbūš,  en berbère : ⴰⵟⵔⴱⵓⵛ,  aṭrbuc) est un couvre-chef masculin en feutre, souvent rouge, en forme de cône tronqué, orné d'un gland noir fixé sur le dessus. Ce bonnet sans bord, originaire de la Grèce antique,,, a été adopté par de nombreux groupes ethniques et religieux pendant les siècles suivants et notamment dans l'Empire ottoman du XIXe siècle. Dans sa longue histoire, le fez a été porté par plusieurs peuples, dont les Grecs, les Turcs, les Arabes, les Bosniaques, les Albanais, les Berbères, les Arméniens, les Levantins et diverses populations de religion musulmane. De nos jours, il est de moins en moins porté.

## Étymologie et dénominations
Le mot fez provient du turc fes, terme qui provient probablement du nom de la ville de Fès au Maroc, lieu où ce couvre-chef était principalement fabriqué. Le mot tarbouche provient de l'arabe طَربْوش (ṭarbūš), terme dérivé des mots persans sar (سَر) signifiant « tête », et puš (پوش), radical présent de پوشیدن (pušidan), « couvrir, porter », et signifie donc littéralement « couvre-tête ».
En turc il est appelé fes, en grec φέσι (fési), en syriaque ܤܱܪܦܘܿܫܳܐ (sarp̄ūšā), en hébreu תרבוש (tarbūš), en amazigh ⴰⵟⵔⴱⵓⵛ (aṭrbuc), en kurde fes ou fês.
Au Maghreb, on l'appelle aussi tarbouche, terbush, chéchia medgidi ou chéchia stambouli en arabe maghrébin.

## Formes
Le fez peut avoir plusieurs formes. Il s'agit d'une coiffe en feutre sans bords, en forme de cône avec le dessus plat. Le modèle le plus ancien a une forme de bonnet, entouré par un long turban qui peut être blanc, rouge ou noir. Quand il est adopté à Constantinople, sa forme se modifie. Il devient plus arrondi et plus petit. À un moment, le turban disparaît, et le rouge devient la couleur la plus employée. Le fez tient sa nuance rouge caractéristique des baies rouge brillant du Cornouiller mâle (Cornus mas, kızılcık en turc).

## Origines et histoire du fez dans l’Empire ottoman

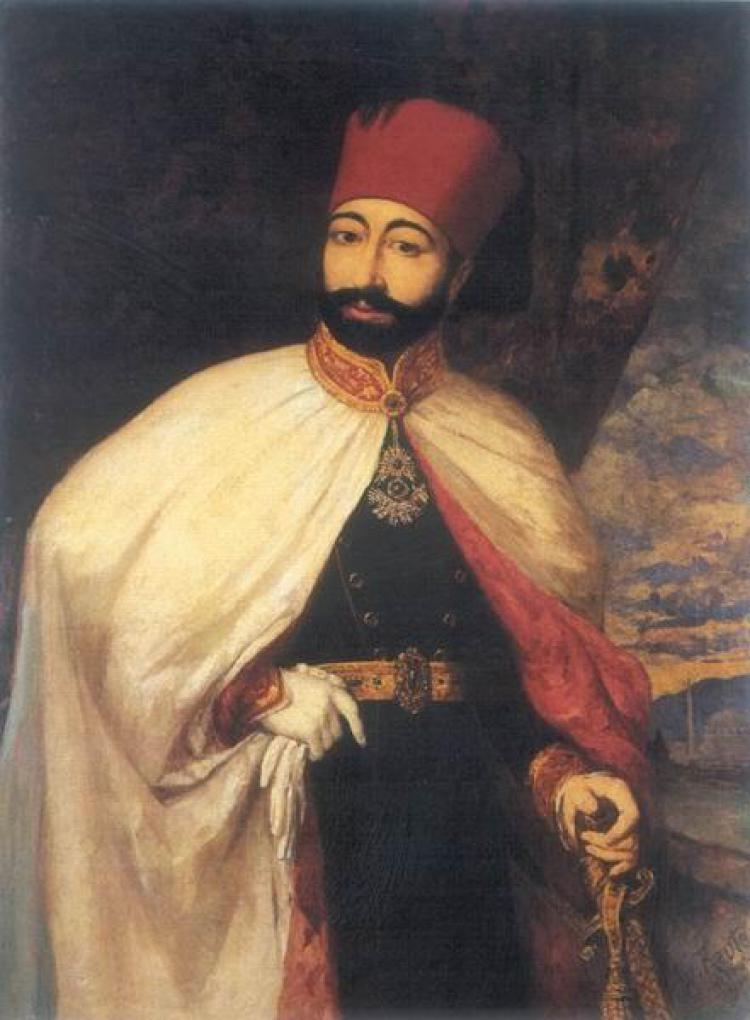
Mahmoud II après ses réformes de mode (c. 1830).

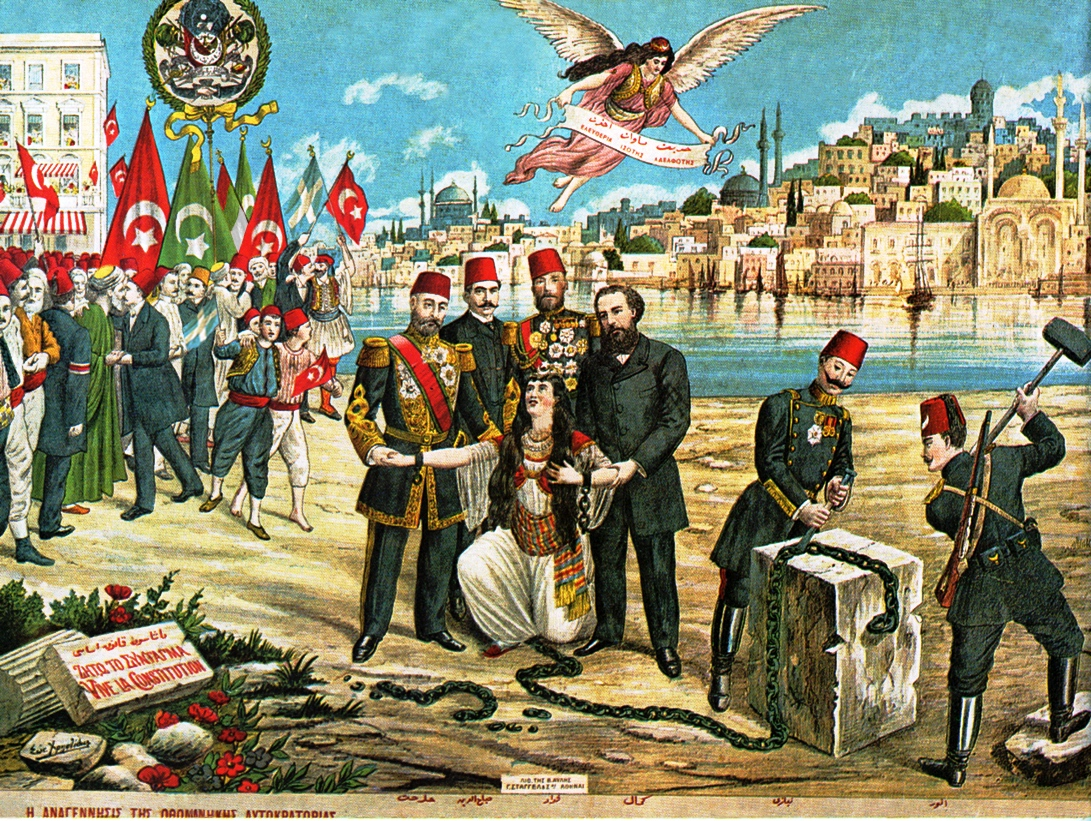
Lithographie célébrant la révolution jeune-turque et représentant les sources d'inspiration du mouvement, Midhat Pacha, le prince Sabahaddin, Fuad Pacha et Namık Kemal, les chefs militaires Niyazi Bey et Enver Pacha, ainsi que le slogan « Liberté, égalité, fraternité » (hürriyet, müsavat, uhuvvet en turc, ελευθερία, ισότης, αδελφότης en grec).

Les origines du fez ottoman, et conséquemment celles des couvre-chefs dérivés de lui : le tarbouche arabe et la chéchia, remontent à la Grèce antique,,,,,. Le bonnet sans bord pharion, fait de velours ou de feutre, a été largement porté dans l'Empire romain d'Orient au Moyen Âge,,. Les Ottomans ont adopté ce fez grec lors de la conquête de l'Anatolie,.
Durant le règne du sultan ottoman Mahmoud II (1808–1839), la mode européenne a progressivement remplacé les vêtements traditionnels portés par les membres de la cour ottomane. Le changement a été rapidement suivi par la population et les domestiques les plus âgés, suivis par les membres de la classe dirigeante et les classes émancipées à travers tout l'Empire. Toutefois, alors que la mode des pantalons et des vestes européennes était progressivement adoptée, elle ne s'étendit pas aux couvre-chefs. En effet, le fez pourpre conique semi-rigide était entre-temps devenu une marque de fidélité au sultan pour ses sujets de toute obédience, et au calife qu'il était pour ses sujets musulmans, qui gardaient leur fez pendant la prière, ce qui n'eût pas été possible avec les chapeaux occidentaux à visière ou à larges bords.
Le fez aurait été proposé au sultan Mahmoud II par l'amiral Mehmed Husrev Pacha, gouverneur de l'Égypte ottomane et de diverses autres provinces, puis Capitan pacha de la marine ottomane pendant la guerre d'indépendance grecque. En 1827, il fut nommé commandant de la nouvelle armée ottomane (Asakir-i Mansure-i Muhammediyye, « Le soldat victorieux de Mahomet », autrement appelée Armée Mansoure), formée sur le modèle occidental, en 1827, qui remplaçait les janissaires. Puis, en 1829, le sultan émit un firman qui indiquait que le fez dans sa forme modifiée ferait partie intégrante du costume de tous les dignitaires civils et religieux. Le fez, en remplaçant le turban musulman, agissait en fait comme moyen d'une nouvelle politique d'ottomanisme et, en dernier lieu, visait à l'homogénéisation des différentes populations de l'Empire ottoman,. La couleur rouge et le nom du fez ottoman moderne pourraient être liés à la ville éponyme du Maroc,,,.

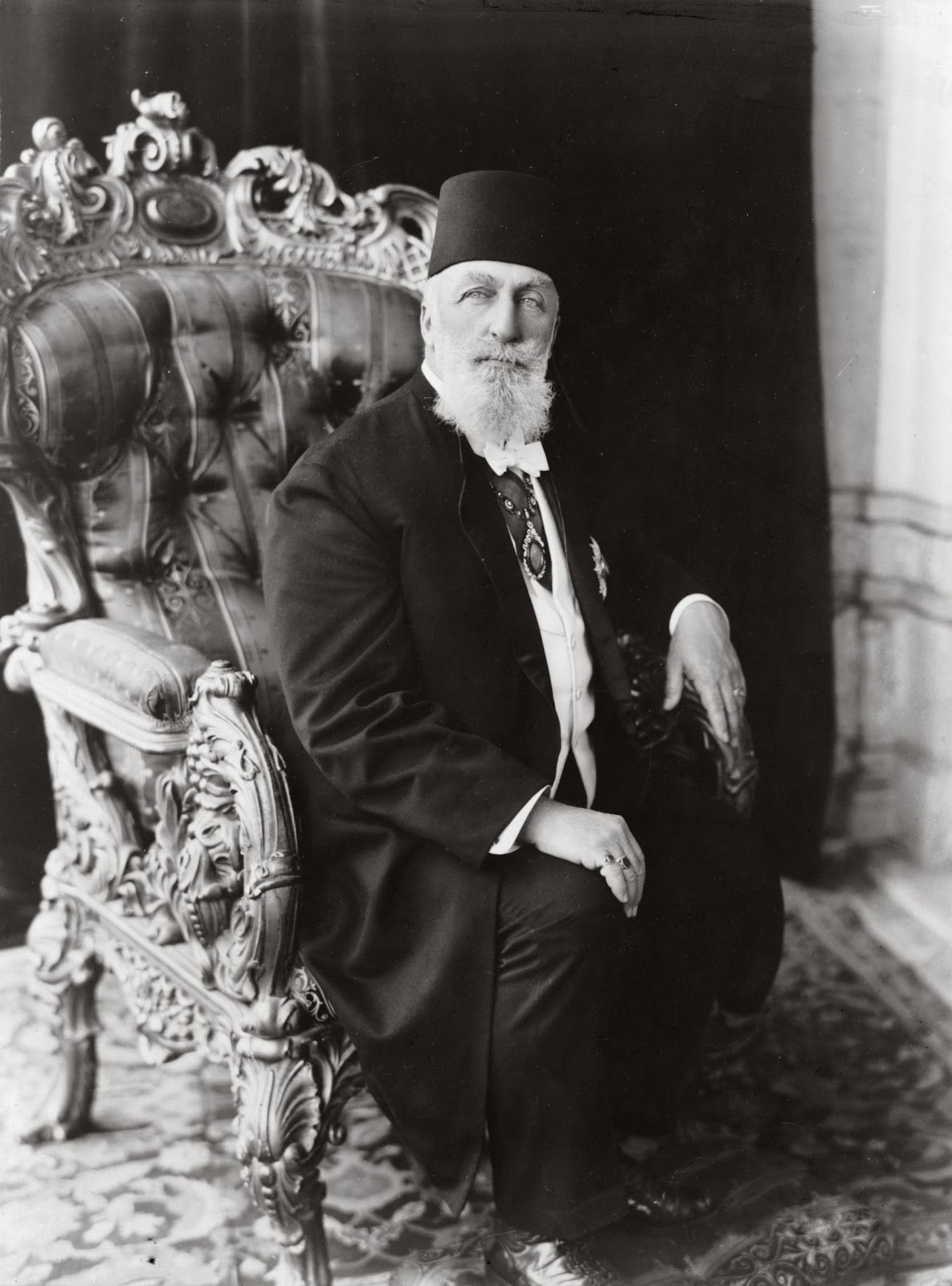
Abdülmecid II portant un fez (1923).

Après la Première Guerre mondiale, lors de la création de la Turquie républicaine et laïque, Mustafa Kemal, dans son Plan pour un état moderne, laïque, turc (1925) voit le fez comme un symbole, d'origine grecque, de la monarchie, de la théocratie et du féodalisme :

« On a dit que nous Turcs avons un costume national. Mais néanmoins, quoi que nous portions, il n'est certainement pas de notre invention. Le fez est d'origine grecque. Peu d'entre nous pourraient indiquer ce que c'est notre costume national. Je vois, par exemple, un homme vêtu d'un fez enrobé d'un turban vert. Il est habillé d'une veste à manches, et porte sur cela un manteau comme le mien. […] Mais de quelle sorte de tenue s'agit-il en effet ? Comment un homme civilisé peut-il se ridiculiser aux yeux de tout le monde en s'affublant d'un costume si étrange ? Tous les employés du gouvernement et tous nos concitoyens seront tenus de supprimer de tels anachronismes vestimentaires. »

Ainsi l'histoire se répète sous des traits variés ; le fez, introduit à peu près cent ans auparavant comme moyen de l'homogénéisation des populations ottomanes par la « Sublime Porte », était désormais rejeté comme « costume étranger » dans une Turquie définitivement nationaliste et occidentalisée.
Le fez y est interdit par une loi du 25 novembre 1925, les hommes turcs devant porter un chapeau à l'européenne. Depuis lors, le fez ne fait plus partie de l'habillement des hommes turcs. Antoine de Saint-Exupéry évoque ce décret, ses motivations et ses effets dans son fameux ouvrage Le Petit Prince (1943) où il relate la découverte en 1909 de l'astéroïde B612 (d’où venait le « petit prince ») par un astronome turc que personne ne voulut croire en raison de son costume ottoman à fez, et qui ne fut pris au sérieux que dans les années 1920 lorsqu'il refit sa démonstration habillé et coiffé à l’européenne.

## Usage militaire du fez

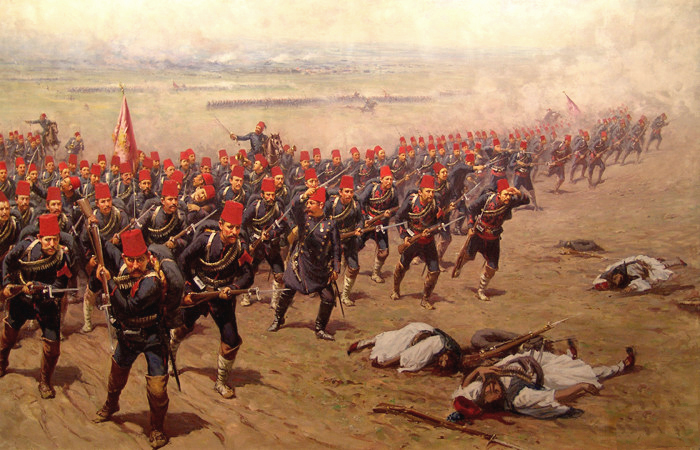
Soldats ottomans, portant le fez, dans la Guerre gréco-turque (1897).

Une variante du fez a été utilisée par l'armée turque entre le XVe et XVIIIe siècles. Il était alors constitué d'une calotte en métal autour de laquelle était fixée une cotte de mailles destinée à protéger le cou et le haut des épaules. Le fez, probablement rembourré, dépassait de la calotte de 2,5 à 5 cm, et servait de protection contre les projectiles. Il pouvait également être entouré d'un turban. Le fez rouge avec un gland bleu était la coiffure de l'armée turque depuis les années 1840 jusqu'à l'introduction en 1910 de l'uniforme kaki et du casque sans visière. Les seules exceptions notables étaient la cavalerie et l'artillerie, dont les soldats portaient des chapeaux en peau d'agneau ornés de tissu coloré, et les régiments albanais qui arboraient un fez blanc. Pendant la Première Guerre mondiale, le fez est porté par les unités de réserve de la marine et parfois par les soldats en permission.

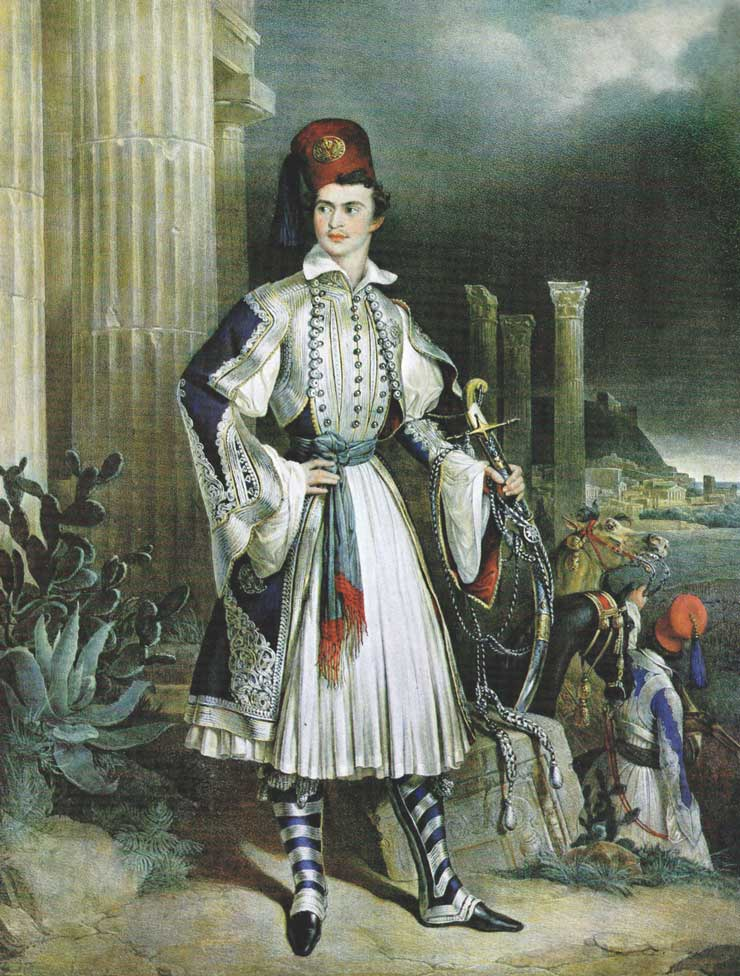
Othon Ier, roi de Grèce, dans l'habit des Evzones, avec un pharion sur le tête (c. 1835).

Les régiments de l'armée grecque dit Evzones (infanterie légère) avaient leur propre version du fez, le pharion byzantin, de 1837 à la Seconde Guerre mondiale. De nos jours, il fait partie de l'uniforme de parade de la garde présidentielle à Athènes.
Dans le cours du XIXe siècle, le fez est largement employé comme uniforme des soldats recrutés localement dans les colonies. Les troupes françaises d'Afrique du Nord, créés à la suite de la conquête de l'Algérie en 1831, portaient un couvre-chef similaire mais non rigide : la chéchia, coiffure traditionnelle des troupes d’Afrique. En tissu de laine cardée feutré de couleur cramoisie, tirant sur le pourpre, elle fut caractéristique des zouaves (troupe formée initialement de soldats kabyles, mais exclusivement européenne en 1842) comme des tirailleurs algériens et tunisiens, des Chasseurs d'Afrique (majoritairement européens) comme des spahis algériens et tunisiens et enfin des corps de troupe d'artillerie indigène.

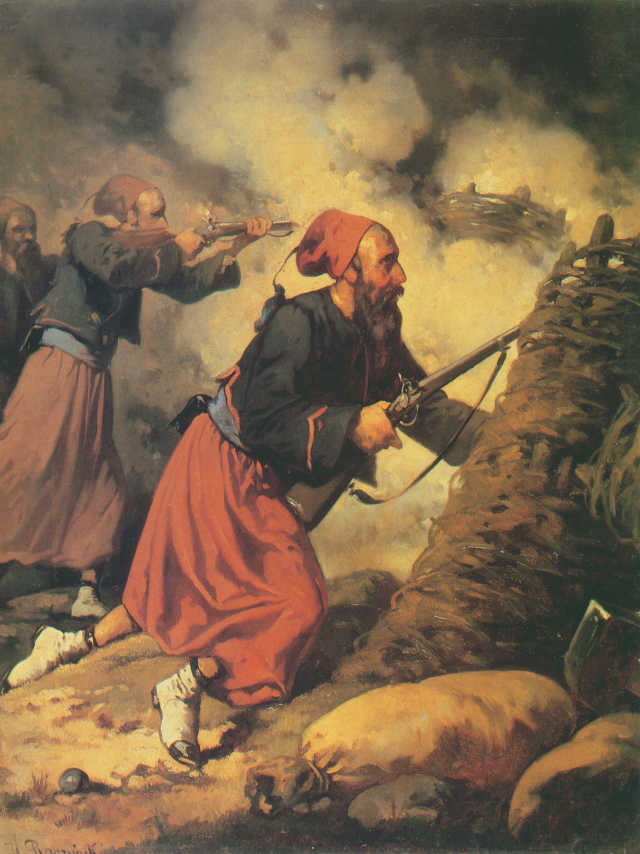
Soldat zouave pendant la guerre de Crimée (1853–56), par Aleksander Raczyński.

Pendant la domination britannique sur l'Inde (1858–1947), deux régiments indiens, recrutés parmi les populations musulmanes, portaient des fez (bien que le turban soit très répandu parmi les cipayes et les sowars, aussi bien hindous que musulmans). Les King's African Rifles anglais (recrutés depuis 1902 en Afrique orientale britannique) avaient des fez rayés rouges et noirs, alors que la Royal West African Frontier Force en avait des plus petits, rouges. L'armée égyptienne avait le modèle classique turc jusqu'en 1950. Le régiment des Caraïbes de l'armée britannique portait le fez comme un élément intégrant de son uniforme jusqu'à ce que l'unité soit dissoute en 1928. La tradition s'est maintenue dans le régiment de la Barbade, avec un turban blanc enroulé autour de la base.
La Force publique belge au Congo (1885–1908) avait de larges fez semblables à ceux des tirailleurs sénégalais ou des Companhias Indigenas portugaises. Les Askaris en Afrique orientale allemande (1885–1919) portaient leurs fez kaki en toutes occasions. Les régiments au service de l'Italie de Somalie et d'Érythrée (colonialisées en 1889) avaient de hauts fez rouges ornés de pompons assortis à la couleur de l'unité. Les bataillons libyens et les escadrons de l'armée coloniale italienne portaient des fez rouges plus petits sur des calottes blanches. Sur le sol européen, l'infanterie des Bosniaques musulmans (la Bosnisch-hercegovinische Infanterie (de)), créée dans la Monarchie austro-hongroise depuis 1882, se caractérisait par le port du fez lors de la Première Guerre mondiale.

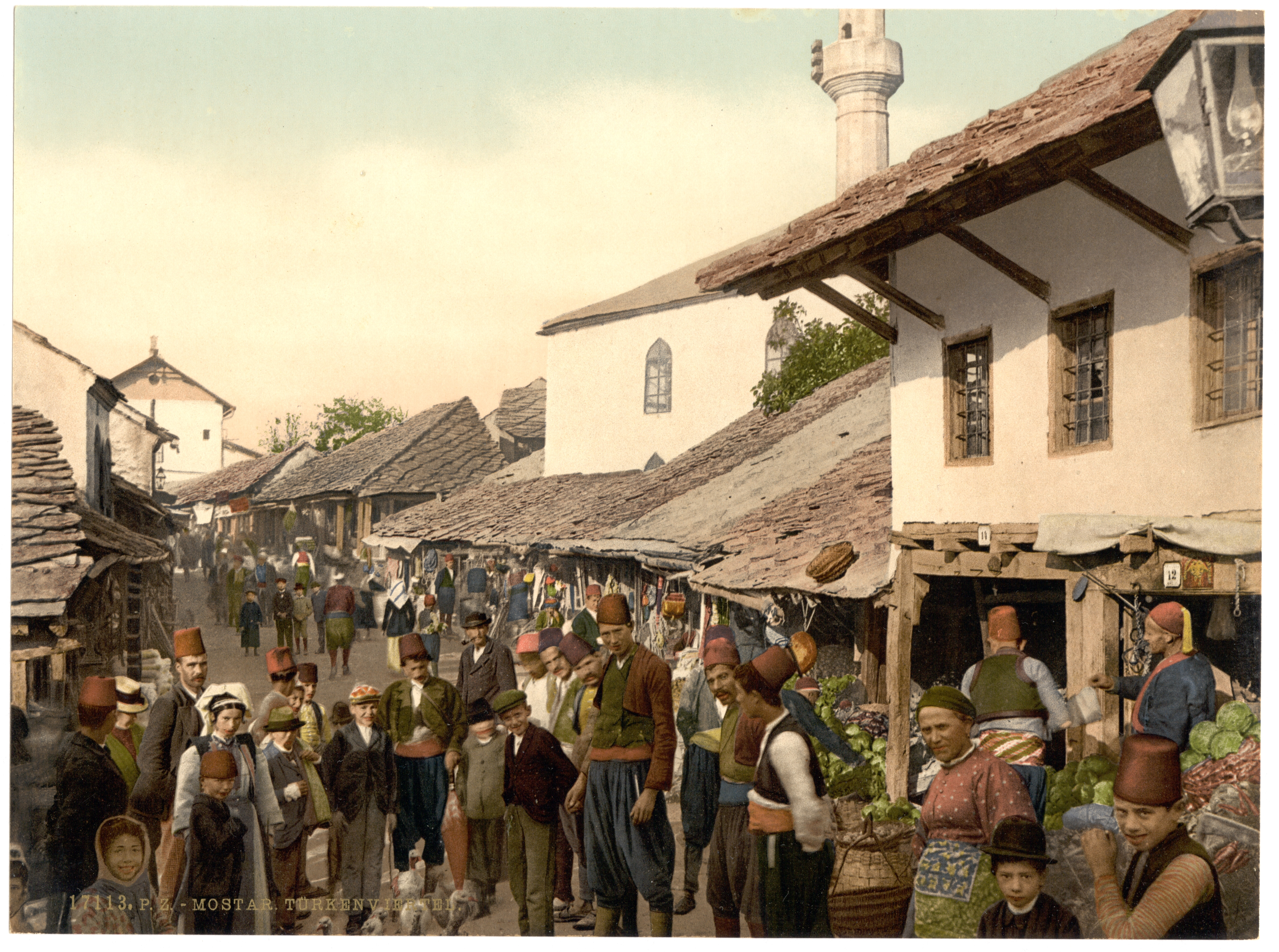
Musulmans bosniaques de Mostar coiffés du fez.

Le fez, très visible pour les tireurs ennemis, n'assure qu'une faible protection contre le soleil : il est progressivement relégué aux parades ou aux tenues de permission pendant la Seconde Guerre mondiale. Il a été remplacé par des chapeaux à larges bords ou des chapeaux de paille pour les autres occasions. Cependant, la police coloniale continuait à employer le fez comme chapeau militaire des recrues indigènes, ce qui le transforme en symbole du colonialisme.
Après la décolonisation, le fez est rapidement abandonné, mais reste toutefois porté dans les uniformes de cérémonies des Gardes Rouges au Sénégal en tant qu'élément de leur tenue de type spahi, et dans certains cas par les Bersaglieri italiens (créés en 1836). Ceux-ci ont adopté le fez comme coiffure informelle à travers l'influence des zouaves français, aux côtés desquels ils ont combattu lors de la guerre de Crimée (1853–56). Les regulares espagnols (créés en 1911 et composés de recrues du Rif espagnol) qui stationnent dans les enclaves espagnoles au Maroc de Ceuta et Melilla ont un uniforme de parade qui comprend fez et manteau blanc traditionnel. Les Forces Frontalières du Liberia, indépendante depuis 1847, bien que n'étant pas une armée coloniale, ont porté le fez jusque dans les années 1940. Des unités Philippines de Mindanao ont brièvement porté des fez noirs, au début de la domination des États-Unis (originant dans les années 1889–1899). Un fez vert était porté par les porte-lance de Bahawalpur au Pakistan à la fin des années 1960.

## Usage autour du monde

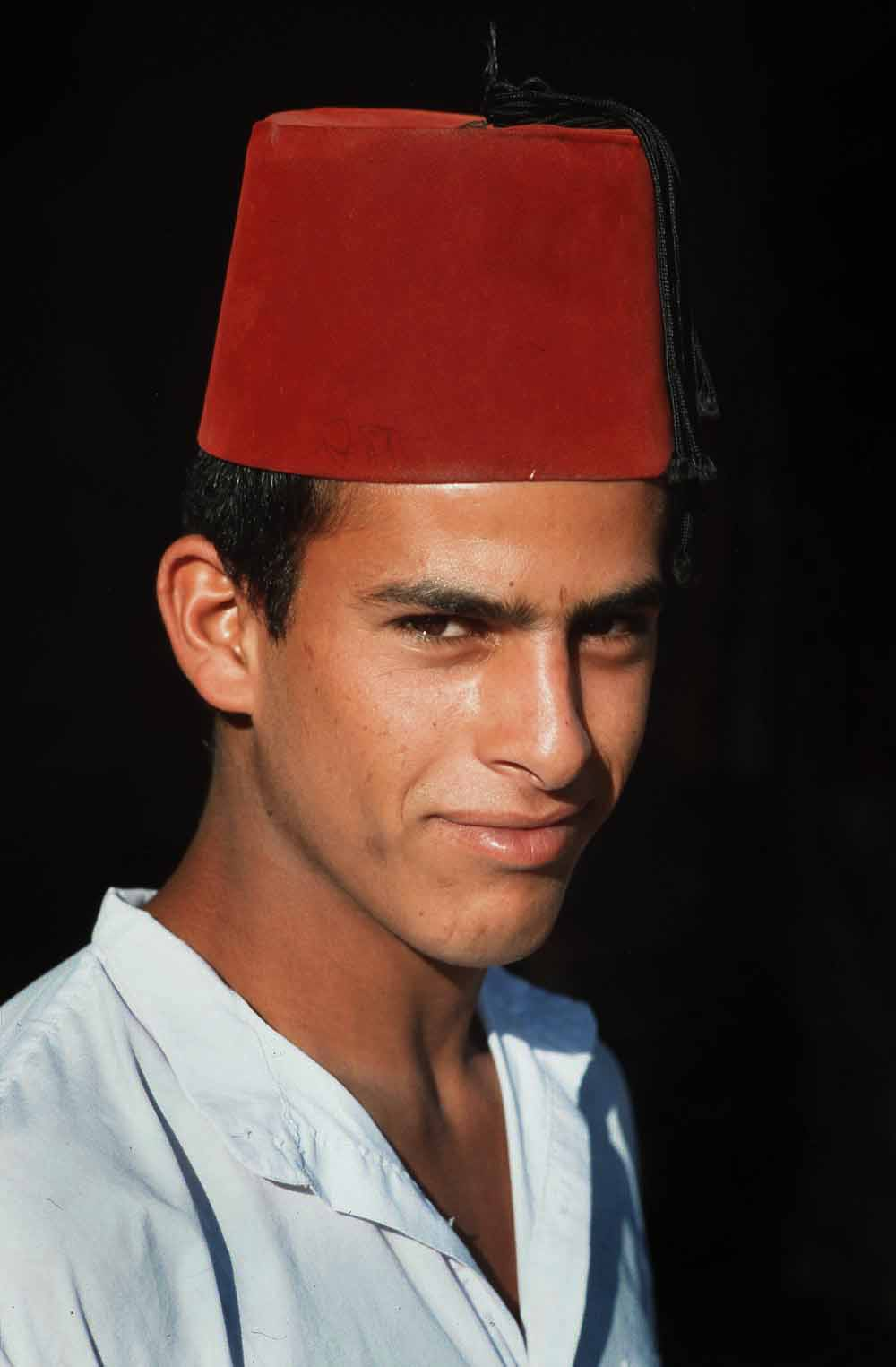
Bédouin d'Israël portant un fez ottoman.
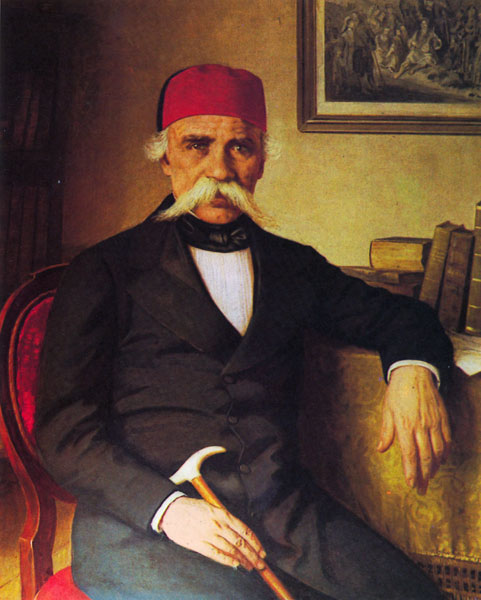
Le linguiste serbe Vuk Stefanović Karadžić (1787–1864) portant un fez grec.
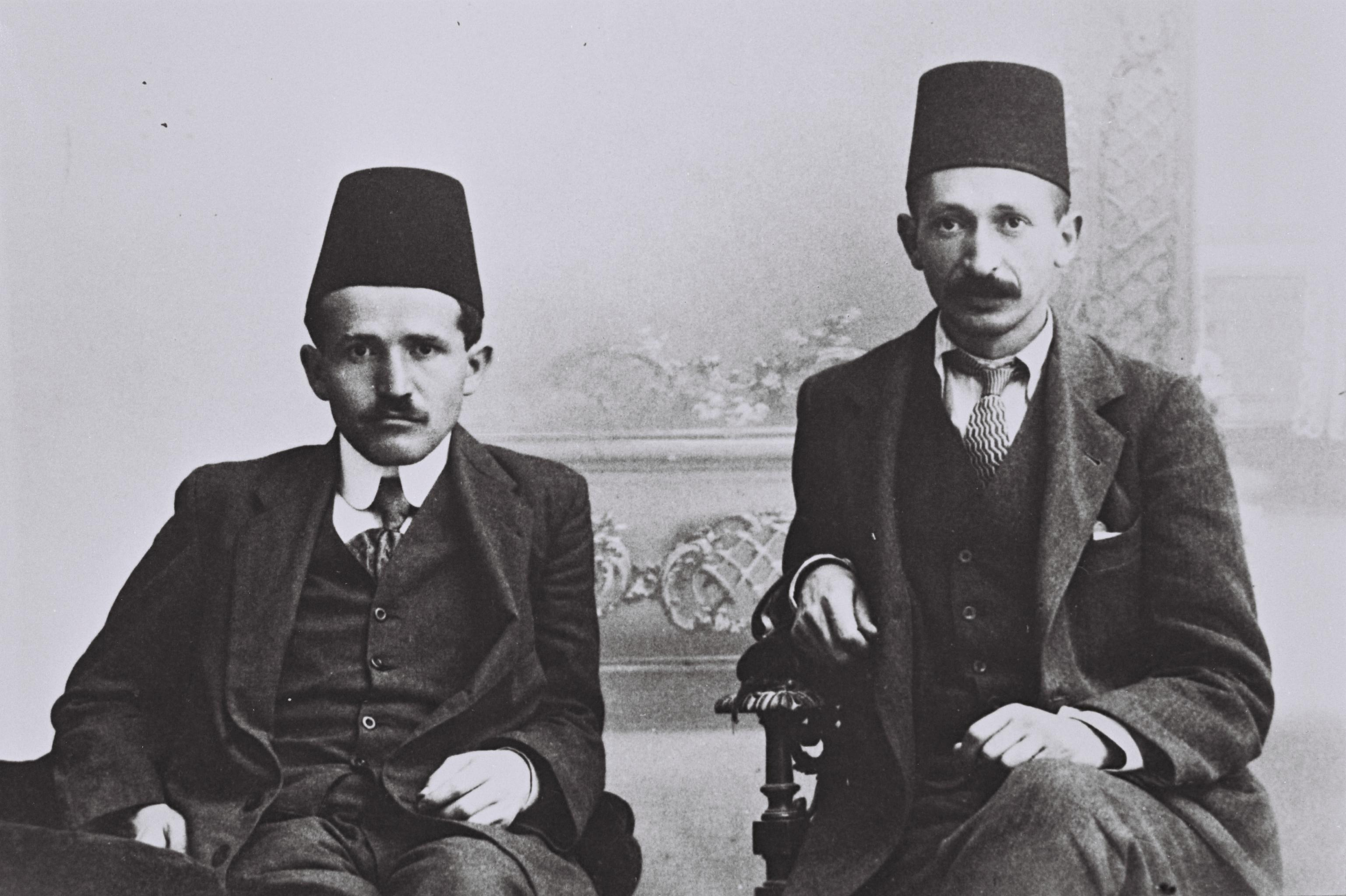
David Ben Gourion et Yitzhak Ben-Zvi, étudiants dans l'Empire ottoman.
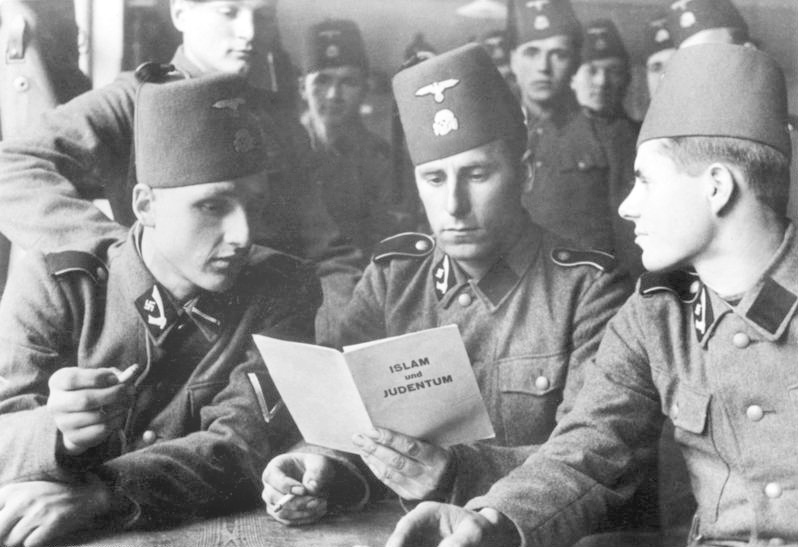
Soldats de la 13e division de montagne de la Waffen SS Handschar, lisant la brochure de propagande antisémite Islam et Judaïsme (Midi de la France, été 1943).
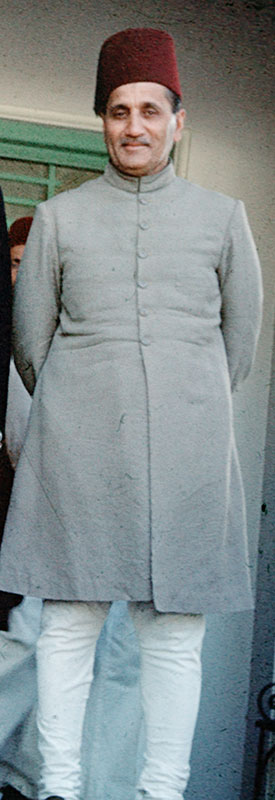
Musulman d'Hyderabad portant un sherwani (en) et un fez ottoman.
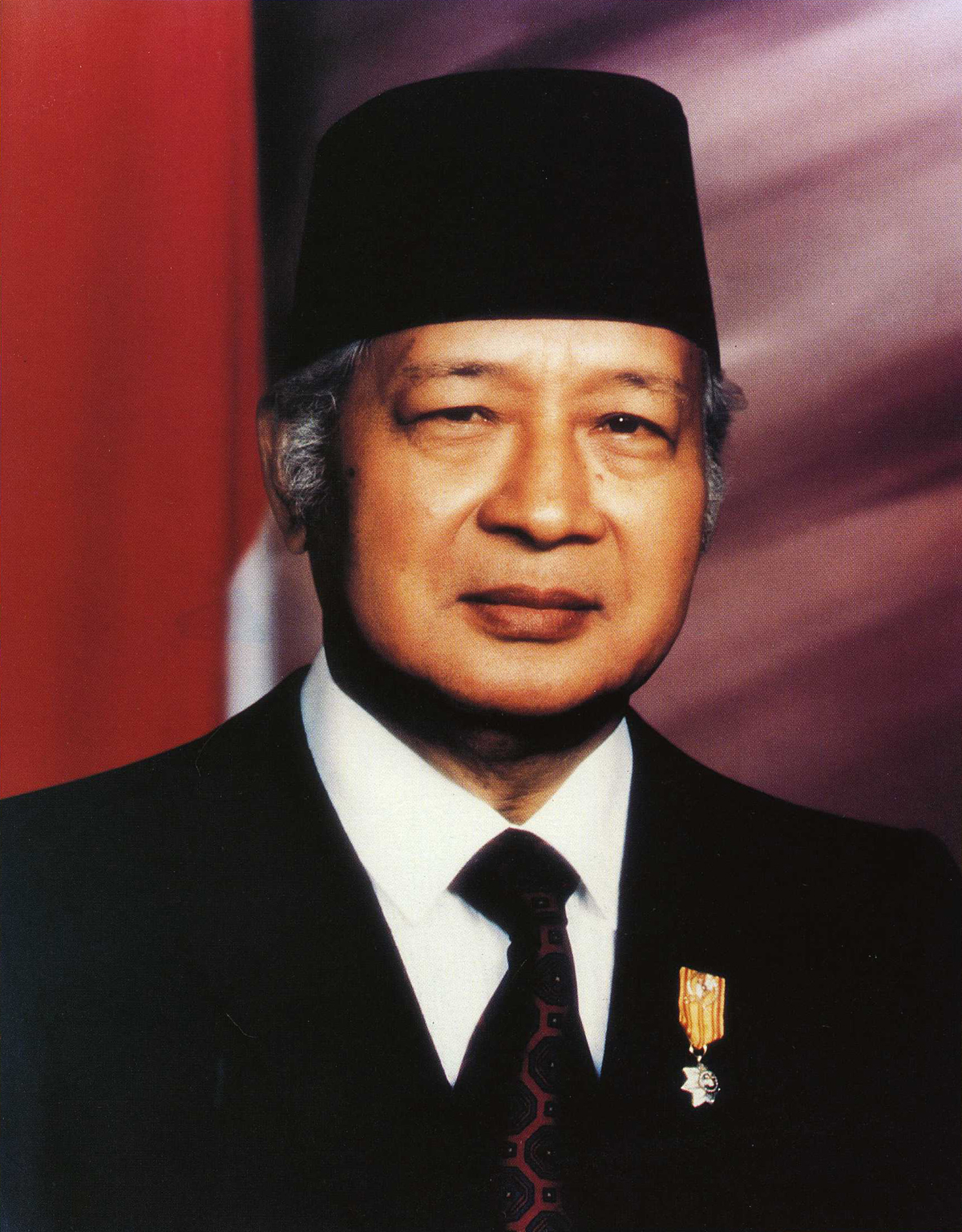
Un peci porté par Soeharto, ancien président de l'Indonésie.
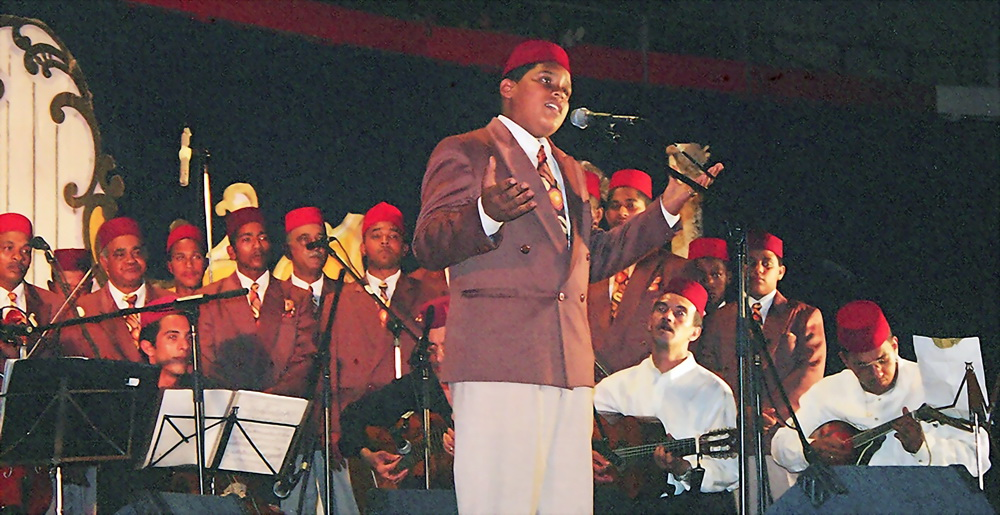
Chorale de Malais du Cap composée d'hommes portant des fez.

### Europe
Dans les Balkans durant la période byzantine le fez grec rouge nommé pharion était, selon Constantin Porphyrogénète, le couvre-chef des marins, puis, pendant la période ottomane, est adopté par différentes populations chrétiennes ou converties à l'islam comme une partie des Albanais (qeleshe, le plus souvent blanc) ou des slaves méridionaux (Bosniaques, Gorans, Pomaques ou Torbèches). Le fez a aussi été porté pendant la Seconde Guerre mondiale dans la Waffen SS par la 13e division de montagne de la Waffen SS Handschar, recrutée en Croatie parmi les Bosniaques. Un fez noir plus léger était porté par les Chemises noires fascistes en Italie fasciste.
Au XXIe siècle, le fez a disparu d'Europe, sauf comme élément de l'uniforme des evzones grecs (pharion), et bien plus rarement (car supplanté par la taquiya (en) brodée) comme marque de l'identité musulmane dans un contexte familial festif.

### Afrique du Nord
En Afrique du Nord et ailleurs, le fez est resté en usage jusqu'au XXIe siècle, soit comme habit populaire, soit comme marque de l'identité musulmane.
En Tunisie, il a été introduit à l'époque ottomane et porte le nom de « chéchia stambouli » ou « chéchia medjidi », en référence à Istanbul et au sultan Abdul-Medjid. Le nom « chéchia » désigne aussi d'autres couvre-chefs musulmans et vient de la ville de « Chach », aujourd'hui Tachkent, capitale de l’Ouzbékistan.
En Algérie (qui a aussi fait partie de l'Empire ottoman) le fez, appelé « chéchia stambouli », est porté avec une djellaba (de différentes couleurs) ou avec la tenue ottomane traditionnelle. Le fez est également porté par certains dignitaires religieux ou par des fidèles. Au Maroc (qui n'a pas été ottoman), le fez fait toujours partie des traditions : il est porté avec une djellaba blanche et des belgha jaunes ou blanches ; cette tenue est également celle des groupes de musique arabo-andalouse.

### Asie du Sud et du Sud-Est
Chez les musulmans d'Asie, le fez est connu sous le nom de rumi topi (« chapeau romain », en raison de ses origines byzantino-ottomanes). Le rumi topi était le symbole de l'identité musulmane, et était le signe distinctif des Indiens musulmans, qui montraient ainsi leur soutien au califat à la tête duquel se trouvait l'empereur ottoman. Par la suite, il a été associé à la Ligue Musulmane, le parti politique qui a contribué à la création du Pakistan. Le vétéran pakistanais Nawabzada Nasrullah Khan était parmi les rares personnes à encore porter le fez à sa mort en 2003.
En Indonésie, le pays qui compte la plus grande population musulmane au monde, le fez fait partie intégrante de la culture. On l'appelle peci en malais bahasa. Le peci est noir, de forme elliptique et il est parfois orné de broderies. Il est porté lors de diverses cérémonies, le plus souvent religieuses, et de temps en temps pour des occasions formelles par des personnalités officielles. Les Malais du Cap, descendants de populations originaires d'Asie du Sud-Est déplacées à partir du XVIIe siècle, ont également adopté le peci.

### Amérique
Dans les États-Unis, le fez d'Orient a été adopté par certaines fraternités depuis le XIXe siècle. Les Shriners (membres d'une société maçonnique américaine créée dans les années 1870) portent un fez décoré de symboles d'inspiration arabo-musulmane dans leur tenue rituelle. Au XXe siècle, l'ordre du Moorish Science Temple of America, composé essentiellement d’Afro-américains se réclamant d'obédience musulmane, adopte également le fez.

## Représentations culturelles

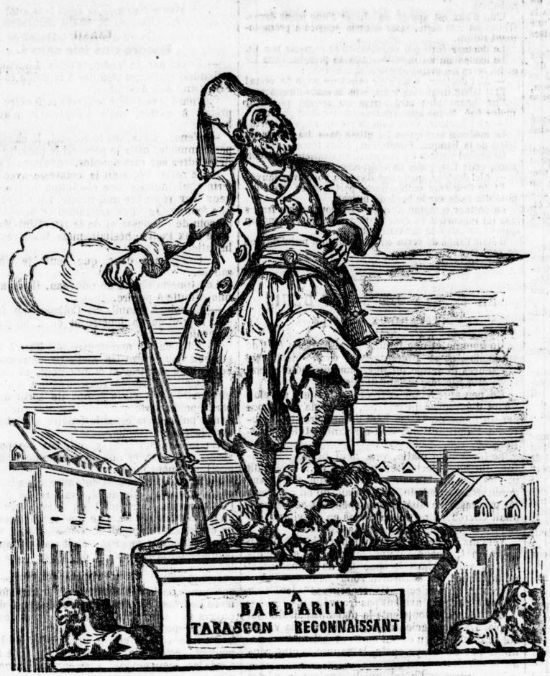
Barbarin de Tarascon (Petit Moniteur universel du soir, 1869)

- Lors de sa parution en 1869 sous forme de feuilleton dans le Petit Moniteur, le héros d'Alphonse Daudet Tartarin de Tarascon (alors appelé Barbarin) était représenté coiffé d'un fez par l'illustrateur Louis Émile Benassit.
- Dans les années 1930, Mish Mish Effendi, le personnage du premier dessin animé arabe, Mish Mish, créé par les frères juifs égyptiens Frenkel, est coiffé du tarbouche[30].
- En 1964 dans Les Barbouzes de Georges Lautner, le personnel de l'hôtel d'Istanbul porte anachroniquement un fez.
- Dans la série de films Indiana Jones, le personnage de Sallah, interprété par John Rhys-Davies, apparaît souvent coiffé du fez.
- En 2006, dans le film OSS 117, le fez est pour Lucien Bramard / Hubert Bonisseur de La Bath un sujet de jeux de mots et de moqueries.
- Dans la série Doctor Who, le onzième docteur porte à plusieurs reprises un fez rouge sans gland, devenu un des symboles associés à cette incarnation du personnage. Ainsi, il n'est pas rare de constater le port du fez par de nombreux fans lors des conventions autour de la série.
- En 2011, dans le jeu vidéo indépendant The Binding of Isaac, le personnage de Judas porte un fez.
- En 2012, le jeu vidéo indépendant Fez a été appelé ainsi en référence au fez que porte le personnage principal.
- Dans la série Gravity Falls, l'oncle Stan possède un fez.
- En 2012, dans le film Ce que le jour doit à la nuit, le fez est porté par plusieurs habitants algériens.
- En 2018, dans le film Wonder Woman, le fez est porté par Sameer (Saïd Taghmaoui), un des protagonistes accompagnant Diana (Wonder Woman).